# De potkachel
De potkachel is een artistiek kunstwerk in Amsterdam-West.
Het staat in de middelberm aan het eind van de Jan van Galenstraat alwaar de helling begint met haar kruising met de A10, de rondweg rond Amsterdam. Het kunstvoorwerp in de vorm van een reusachtige potkachel werd op initiatief van buurtbewoners geplaatst, zij vonden de reclameborden die hier voorheen stonden geen goede entree van de buurt. Het kunstwerk werd op 23 april 2010 onthuld. Het duurde vijf jaar voordat het traject initiatief, geld, plaatsing compleet was. Zelfs Ella Vogelaar, destijds Minister voor Wonen, Wijken en Integratie en naamgever van de vogelaarwijken, moesten geld bijleggen.
De initiatiefnemers wilden een beeld dat het thuisgevoel en huiselijkheid weergaf, als zij van de rondweg hun wijk binnentraden. Als inspiratiebron werd het studioalbum Home is where the heart is van David Cassidy uit 1976 genomen. De vele nationaliteiten, die in de omliggende wijk wonen, een zogenaamde smeltkroes, worden weergegeven door een wereldkaart in reliëf aangebracht op de potkachel met schoorsteen. Voor de buurt vormt het kunstwerk de tegenhanger of aanvulling van de Opstandingskerk, die gezien haar vorm ook wel de kolenkit wordt genoemd. Anderen zagen er een verwijzing in naar de namen van de openbare ruimten in de omringende wijk; ze zijn vernoemd naar ontdekkingsreizigers, zoals Robert Scott en de Robert Scottstraat.
Niet iedereen was even blij met dit kunstvoorwerp. Sommigen kregen er een warm gevoel bij, anderen vonden het weggegooid geld en kitsch. Na oplevering zagen mensen er weer wat anders in, de combinatie van kachel en wereldkaart zou dan verwijzen naar klimaatverandering en/of opwarming van de Aarde. Het Parool van 25 juli 2023 constateerde verder dat de tenaamstelling De potkachel in de nabije toekomst verdere uitleg behoeft; de naam verwijst naar een (benoeming van een) object dat in de 21e eeuw rap in de vergetelheid raakt.